# Ваксина
Ваксината е биологичен препарат, който създава активен придобит имунитет срещу определена инфекциозна болест. Ваксините съдържат специфичен антиген, консерванти, стабилизатори и адюванти.
Въвеждането на ваксина в организма се нарича ваксинация.

## История на ваксините
Думата ваксина произлиза от названието на латински: vacca – крава. Терминът е предложен през 1881 г. от френския микробиолог Луи Пастьор, в чест на Едуард Дженър.
На 14 май 1796 г. английският лекар Едуард Дженър умишлено заразява осемгодишния Джеймс Фипс с шарка по кравите, от пустули (пъпки с ексудат) на ръката на доячката Сара Нелмс. След това момчето не се разболява от човешката едра шарка. През 1798 г. Дженър публикува своето откритие в статията An Inquiry Into the Causes and Effects of the Variolæ Vaccinæ, Or Cow-Pox, в която описва защитния ефект от кравешката шарка срещу инфектиране от човешка едра шарка.

## Видове и принцип на действие
Ваксините съдържат антигени, идентични с тези на микроорганизмите, които причиняват заболяването. Антигенът на ваксината стимулира имунната система на организма да го разпознае като заплаха, да го унищожи и да го запомни. Така при евентуална по-късна среща на организма със същия антиген, имунният отговор срещу него е много по-ефективен и по-бърз.
Според начина на действие, ваксините могат да бъдат:
- профилактични (предпазни) – предотвратяват възникването или облекчават протичането на инфекциозна болест от естествен патоген;
- терапевтични (лечебни) – прекъсват развитието на болест, която вече е възникнала в организма, като разработваните ваксини против рак.

Според състава, ваксините могат да бъдат:
- моноваксини – съдържат еднотипни антигени, срещу едно определено инфекциозно заболяване или щам;
- асоциирани (поливаксини) – съдържат два или повече вида антигени, срещу различни заболявания и/или щамове. Асоциираните ваксини се използват с цел да се намали броя на ваксинациите и/или да се осигури защита срещу повече разновидности на едно и също инфекциозно заболяване.

Според начина на получаване, ваксините могат да бъдат:

### Атенуирани (живи)
Атенуираните ваксини съдържат отслабени по определен начин или загубили своята вирулентност, живи микроорганизми, със запазена антигенна структура. Атенуацията се постига чрез продължително въздействие върху организма на химични (мутагени) или физични (висока или ниска температура, ултравиолетова или йонизираща радиация) фактори, или многократно пасиране на инфекциозния причинител през невъзприемчива среда (невъзприемчиви видове или клетъчни култури).

#### Векторни
Векторните ваксини са разновидност на живите ваксини. Те са рекомбинантни (генетично модифицирани) щамове на безвредни микроорганизми, в чиито геном по изкуствен път са включени нуклеиновите последователности, необходими за експресия на антигените, които предизвикват желания имунитет.

### Инактивирани (убити)
Инактивираните ваксини съдържат убити микроорганизми, със запазена антигенна структура. За инактивация се използват химични (спирт, фенол, формалдехид и други) или физични (висока или ниска температура, ултравиолетова или йонизираща радиация) методи.
В повечето случаи, инактивираните ваксини са по-слабо активни от атенуираните и затова са необходими по-високи дози и/или няколко последователни ваксинации. Инактивирани ваксини се използват срещу грип, полиомиелит, бяс и други особено опасни инфекции.

### Молекулни
Молекулните ваксини съдържат епитопи – антигени, под формата на отделни изолирани и/или фрагментирани молекули и/или високомолекулни съединения, които се разпознават от имунната система. Молекулните ваксини се получават чрез:
- култивиране на микроорганизми, които след това се разрушават и от получената биомаса се изолира необходимия антиген;
- генно инженерство;
- биотехнология – химичен синтез на необходимите антигенни детерминанти.

### Анатоксини
Анатоксините са ваксини срещу бактериалните токсини. Анатоксините не предотвратяват инфекцията, а вредното влияние на бактериите върху организма. Анатоксинът е инактивиран бактериален токсин, със запазени имуногенни свойства.

### Синтетични
Синтетичните ваксини са молекулни антигени и техни епитопи, свързани с полимерни високомолекулни комплекси. Тези синтетични съединения са необходими, защото изолираните молекулни антигени и епитопи имат слаба адхезия към имунните клетки в организма, бързо се разпадат и поради тази причина са слабо имуногенни – организмът не ги разпознава като заплаха и не изгражда имунитет срещу тях.

## Ваксинация
Прилагането на ваксини се нарича ваксинация. Това е най-ефективният метод за предотвратяване на инфекциозни заболявания. Масовият имунитет в резултат на ваксинациите е основната причина за премахването в световен мащаб на едрата шарка и за силното ограничаване на болести като полиомиелит, дребна шарка и тетанус. По данни на Световната здравна организация към 2012 година са налични лицензирани ваксини за двадесет и пет различни предотвратими инфекции.